# Pleophragmia
Pleophragmia är ett släkte av svampar. Pleophragmia ingår i familjen Sporormiaceae, ordningen Pleosporales, klassen Dothideomycetes, divisionen sporsäcksvampar och riket svampar.
|              | Sporormia                              |
|              |                                        |
|              | Preussia                               |
|              |                                        |
|              | Sporormiella                           |
|              |                                        |
| Pleophragmia | \| \| Pleophragmia leporum \| \| \| \| |
|              | \| \| Pleophragmia leporum \| \| \| \| |
|              | Spororminula                           |
|              |                                        |
|              | Westerdykella                          |
|              |                                        |
|              | Chaetopreussia                         |
|              |                                        |
|              | Eremodothis                            |
|              |                                        |
|              | Preussiella                            |
|              |                                        |
|              | Pycnidiophora                          |
|              |                                        |
|              | Amorosia                               |
|              |                                        |
|              | Pleophragmia leporum                   |
|              |                                        |

|  | Pleophragmia leporum |
|  |                      |